# مسیر تجاری ولگا

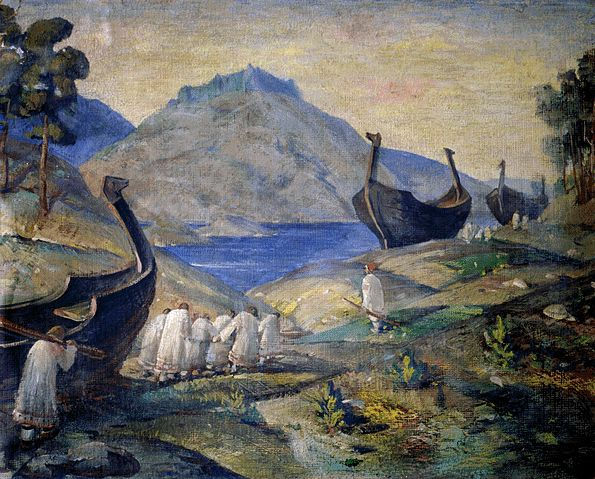
طریقه حمل از نیکلاس رریخ

در قرون وسطی، یک راه و مسیر بازرگانی از طریق ولگا بین شمال اروپا و شمال‌غربی روسیه با دریای خزر وجود داشت. روس‌ها از این مسیر برای تجارت با کشورهای مسلمان در سواحل جنوبی دریای خزر استفاده می‌کردند، گاهی هم تا بغداد به تجارت پرداختند.
بلغارهای ولگا (اجداد بلغارهای بالکان امروزی) یک انجمن نیمه قبیله ای تشکیل دادند و از طریق رودخانه ولگا با وایکینگ‌های روسیه و اسکاندیناوی (سوئدی‌ها، دانمارکی‌ها، نروژی‌ها) و با امپراتوری بیزانس (امپراتوری روم شرقی) به بازرگانی پرداختند. شطرنج از طریق مسیرهای بازرگانی خزر-ولگا از ایران به روسیه قرون وسطی معرفی شد.

## تأسیس
این مسیر توسط وارنگی‌ها (گروهی از وایکینگ‌ها) که در قرن نهم در جنوب غربی روسیه ساکن بودند ساخته شده بود. آن‌ها شهری را در فاصله ۶ مایلی از مصب رود ولکوف به دریاچه لادوگا بنا کرده بودند که لادوگا (زبان نورس باستان: آلدایگ یوبورگ) نام داشت.
شواهد باستان‌شناختی پیشنهاد می‌دهند که فعالیت‌های بازرگانی روس‌ها در مسیر تجاری ولگا از قرن هشتم آغاز شده باشد. اولین و گران‌قیمت‌ترین سکه‌های عربی‌ای که تا کنون در اروپا کشف شده است مربوط به جایی است که در روسیه امروزی قرار دارد به ویژه در تیمریوفو در استان یاروسلاول.
در پتروف شهری در نزدیکی سنت پترزبورگ یک گنج از این سکه‌ها یافت شده است که شامل بیش از ۲۰ نوع سکه است که بر روی آن به عربی، روونی ترکی، یونانی، روونی نورس باستان حکاکی شده است که این آخری شامل بیش از نیمی از سکه‌ها می‌شود. این سکه‌ها شامل سکه‌های درهم ساسانی، عربی و عربی-ساسانی است که قدیمی‌ترین‌شان مربوط به ۸۰۵–۸۰۴ می‌شود.
والنتین یانین پس از بررسی یافته‌های عمده سکه‌های عربی در اروپای شرقی، به‌طور قطعی نشان داد که اولین سیستم پولی روسیه اولیه بر اساس نوع اولیه درهم ضرب شده در آفریقا بود. علاوه بر این، ظروف ایرانی قبلاً در مناطق اوکا و ولگا علیا کشف شده بود (به‌طور دقیق تر، در روستوف، یاروسلاول، سوزدال، توور، مسکو و ریازان پراکنده شده است).

## کاربری

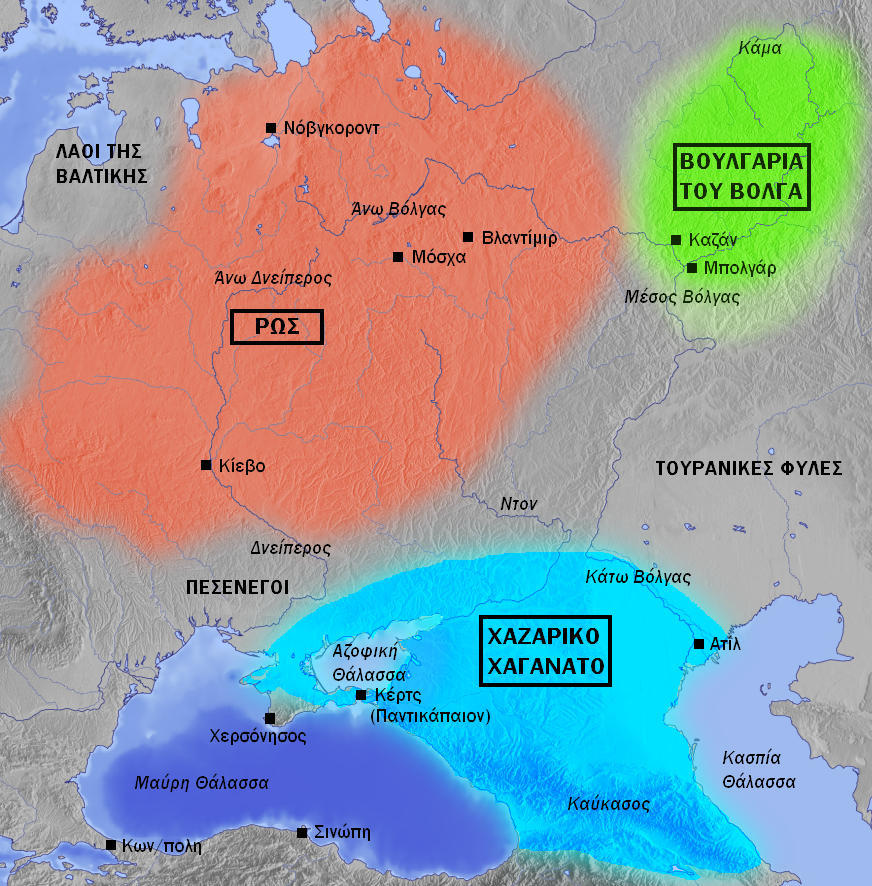
منطقه وسیع‌تر ولگا در اواسط قرن دهم، قبل از سرنگونی خاقانات خزر توسط روس‌ها.

روس‌ها قادر بودند از آلدایگ یوبورگ تا بالادست رود در استان شهر نووگورد بروند و سپس وارد دریاچه ایلمن شوند و در مسیر رود لووات به حرکت ادامه دهند. آن‌ها با حمل کردن کشتی‌ها خود را به سرچشمه‌های ولگا می‌رساندند.
این بازرگانان از سرزمین‌هایی که توسط قبایل فنلاندی و پرمی اداره می‌شدند، خز، عسل و برده را به بلغارستان ولگا تجارت می‌کردند. از آنجا از طریق ولگا به راهشان ادامه می‌دادند تا به خاقانات خزر برسند. خاقانات خزر یک بندر مهم در کنار دریای کاسپین بود که پایتخت‌شان، آتیل نام داشت. بازرگانان روس از آتیل به دریا می‌رفتند و با گذر از دریا به کاروان‌هایی می‌پیوستند که عازم بغداد بودند.
جغرافی‌دان ایرانی ابن روسته، جوامع روسی ساکن در امتداد ولگا را چنین توصیف می‌کند:
```
آنها کشتی‌های خود را برای حمله به 
صقالبه
 [اسلاوهای اطراف] روانه می‌کنند و اسیرانی را که در خزران و 
بلغار
 می‌فروشند، می‌گیرند… آنها هیچ ملک، روستا و مزرعه ای ندارند. تنها شغل آنها تجارت سمور، سنجاب و خز است و پولی را که در این معاملات می‌گیرند در کمربند خود ذخیره می‌کنند. لباس‌هایشان تمیز است و مردها خودشان را با بازوهای طلا تزئین می‌کنند. آنها با بردگان خود به خوبی رفتار می‌کنند و لباس‌های نفیس می‌پوشند زیرا تجارت را با انرژی فراوان دنبال می‌کنند.
```

## نابودی
با افول عباسیان در قرن یازدهم این مسیر نیز اهمیت خود را از دست داد.